# 大野木宜幸
大野木 宣幸（おおのぎ のぶゆき、1956年1月27日 - 2019年）は、日本の作曲家。ゲームミュージックを主体としていた。
静岡県出身。千葉大学工学部中退。

## 来歴
株式会社ナムコ（現・株式会社バンダイナムコエンターテインメント）の『キューティーQ』を見てゲーム制作に興味を持ち、1980年同社に入社。当初はプログラムデザイナーとしての入社だったが、シンセサイザーで作った曲が『ラリーX』のハイスコアBGMに採用された。その後はサウンド担当として、『ギャラガ』や『マッピー』などの音楽を手掛ける。
1985年にナムコを退社し、遠藤雅伸のゲームスタジオ設立に参加。翌1986年、デジタル・エンターテイメント（のちにサイトロン・アンド・アートに社名変更）設立に参加し、代表取締役に就任。G.M.O.〜初期サイトロン・レーベルのゲームミュージックアルバムをプロデュースし、オリジナルバージョン収録の際のエディットやアレンジも多数手がけている。
その後サイトロンを退社し、ゲーム業界から離れ、実家の味噌屋を継いでいた。
2019年2月、コロンバスサークル社からリリースされたMD/MD互換機用リズムゲームソフト『16ビットリズムランド』に楽曲を提供した。
同年死去。63歳没。

## 人物
ナムコ入社は1980年だが、学籍を残したまま入社したようで、千葉大学は翌1981年に中途退学している。
遠藤雅伸とは出身大学および学部が同じ。その遠藤は、大野木の楽曲を「二度や平行五度が多いのが大野木さんの味」「不協和音の使い方がとてもうまい」と評している。
『ギャラガ』のチャレンジングステージでパーフェクト以外のリザルトBGMは、ディレイのような効果が得られているが、バグによる偶然の産物である。当人曰く、「単音3つがバグでずれて鳴ってしまった」とのこと。
ゲーム音楽作曲の先駆者として、小倉久佳やHiro師匠、小沢純子といった後進に多大な影響を与えた。

## 携わった作品

### 作曲

#### ナムコ在籍時
- ラリーX（1980年11月、AC） - ハイスコアBGMのみ[3]
- ニューラリーX（1981年2月、AC）
- ワープ&ワープ（1981年7月、AC）
- ギャラガ（1981年9月、AC） - FC版音楽も担当
- ボスコニアン（1981年、AC）
- ポールポジション（1982年9月、AC）
- マッピー（1983年5月、AC） - FC版音楽も担当
- ポールポジションII（1983年10月、AC）
- リブルラブル（1983年12月16日、AC）[注釈 2]
- メトロクロス（1985年5月、AC）
- ワープマン（1985年7月12日、FC）
- ドルアーガの塔（1985年8月22日、FC） - SOUND SOFTWARE
- バトルシティー（1985年9月9日、FC）

#### ナムコ退社以降
- ホッピングマッピー（1986年4月、ナムコ、AC）
- 機動戦士Ζガンダム・ホットスクランブル（1986年8月28日、バンダイ、FC） - サウンドプログラマー
- ウィザードリィ（1987年12月22日、アスキー、FC） - ミュージックプログラマー
- ファミリーサーキット（1988年1月6日、ナムコ、FC） - サウンドプログラム
- カイの冒険（1988年7月22日、ナムコ、FC） - サウンドプログラマー
- ウィザードリィII（1989年2月21日、アスキー、FC） - ミュージックプログラマー
- 天下一武士 ケルナグール（1989年7月21日、ナムコ、FC） - ゲームミュージックのおとうさん
- ウィザードリィIII（1990年3月9日、アスキー、FC） - ミュージックプログラマー
- サンリオカーニバル（1990年11月22日、キャラクターソフト、FC） - おんがくのおにいさん
- シャドウブレイン（1991年3月21日、ポニーキャニオン、FC） - サウンド
- ファミリーサーキット'91（1991年7月19日、ナムコ、FC）
- ワールドサーキット（1991年10月18日、ナムコ、PCE）
- スーパーファミリーサーキット（1994年10月21日、ナムコ、SFC） - 音楽
- 16ビットリズムランド（2019年2月21日、コロンバスサークル、MD）
  - 楽曲「Setsuna Battling」を提供[9]

### アルバム制作
自身の楽曲のサウンドトラックは除く。
- 『ザ・リターン・オブ・ビデオ・ゲーム・ミュージック』（1985年6月25日、アルファレコード） - 楽曲「MOOD ORGAN #27」「META MAGIC GAME[注釈 3]」「MERRY GOES AROUND(DEDICATED TO MARIKO KUNIMOTO)[注釈 4]」提供
- 『ファミコン・ミュージック』（1986年5月25日、アルファレコード、G.M.O.レーベル）プロデュース
- 『コナミ・ゲーム・ミュージック』（1986年6月25日、アルファレコード、G.M.O.レーベル）プロデュース